# Untertilliach
Untertilliach är en ort och kommun i distriktet Lienz i förbundslandet Tyrolen i Österrike. I söder gränsar kommunen mot Italien.